# Dick Button
Richard Totten "Dick" Button (Englewood, 18 de julio de 1929–North Salem, 30 de enero de 2025) fue un patinador artístico sobre hielo estadounidense y un conocido analista de patinaje en la televisión. Posee dos medallas de oro olímpicas (1948, 1952) y fue cinco veces campeón mundial (1948–1952). Fue también el campeón de Europa de 1948.
A Button se le reconoce por ser el primer patinador que realizó con éxito el salto denominado axel doble y un salto triple en competición. Además inventó la pirueta arabesca saltada, que originalmente se conocía por su nombre.

## Biografía

### Carreraamateur
Dick Button nació y creció en Englewood (Nueva Jersey). Empezó a patinar muy joven, pero no comenzó a entrenarse seriamente hasta los 12 años, cuando su padre oyó decir que jamás llegaría a ser un buen patinador. A raíz de esto, su padre le envió a Nueva York para tomar lecciones del entrenador de danza sobre hielo Joe Carroll. Durante el verano, se entrenaba en Lake Placid (Nueva York); al cabo de un tiempo Carroll le recomendó trabajar con Gustave Lussi, que se convirtió en su entrenador durante el resto de su carrera.
Acabó en segundo lugar en su primera competición, en 1943. En 1944 se clasificó para competir en el Campeonato
Nacional de Novatos y ganó esta competición. Al año siguiente se
proclamó campeón nacional júnior, y en 1946, campeón nacional sénior,
lo cual le clasificó para competir en los Campeonatos Mundiales de 1947. En esta época también practicaba el patinaje en parejas con
Barbara Jones.
En el Campeonato Mundial de 1947 acabó segundo, detrás de Hans Gerschwiler. Fue la última competición de su carrera que no
ganó. Durante este campeonato se hizo amigo de Ulrich Salchow. Salchow, decepcionado de que Button no ganara, le regaló
uno de sus propios trofeos, una copa que ganó en 1901.
En la temporada siguiente, Button derrotó por primera vez a
Gerschwiler, ganando el Campeonato Europeo y convirtiéndose así el único campeón europeo estadounidense. En los Juegos
Olímpicos del mismo año Button logró completar el axel doble en
la sesión de entrenamiento el día anterior al patinaje libre; Decidió
incluirlo en su programa libre, y recibió crédito por ser
el primer patinador en lograr este salto en una competición. Tras
ganar el segmento de figuras obligatorias y programa libre, se
convirtió en el hombre más joven en haber ganado una medalla olímpica
de oro. A continuación, Button ganó el Campeonato Mundial.
Tras los Juegos Olímpicos de 1948 Button comenzó sus estudios en la
Universidad de Harvard; logró compaginar su carrera
competitiva y sus estudios con éxito: ganó todas las competiciones en
las que tomo parte durante estos años, incluyendo los Juegos Olímpicos de 1952 en el mismo año en que se graduó.
Dick Button intentó siempre ejecutar un salto o maniobra nueva cada
temporada. Tras efectuar el axel doble y la pirueta arabesca
saltada en 1948, realizó la primera combinación de loop doble - loop
doble en 1949. En 1950 hizo tres loops dobles en combinación y en 1951
dos axels dobles en secuencia y un axel
doble en combinación con un loop doble. Durante 1951, empezó a intentar el loop
triple, que realizó en los Juegos Olímpicos de 1952, el primer salto
triple logrado en una competición.

### Carrera profesional
Button se retiró de la competición amateur en 1952, para concentrarse en sus estudios en la facultad de derecho de Harvard. Durante las vacaciones patinó en espectáculos profesionales con las compañías Ice Capades y Holiday on Ice. Tras su graduación fue admitido para ejercer como abogado en Washington D. C.
En 1964 coprodujo un espectáculo de patinaje sobre hielo,Dick Button's Ice-Travaganza para la Feria mundial de Nueva York de 1964, pero se canceló a los pocos meses por perder dinero. Más tarde fundó la compañía Candid Productions y creó varias competiciones profesionales para televisión, tanto de patinaje artístico como de otros deportes.
Dick Button también estudió actuación con Sandy Meisner en Nueva York. Trabajó como actor en varias series y películas, como The Young Doctors y The Bad News Bears Go to Japan con Tony Curtis y en numerosos programas de televisión y musicales y obras de teatro.
Button comentó los Juegos Olímpicos de 1960 para la cadena de televisión CBS; al año siguiente comenzó a trabajar para la cadena ABC inaugurando una larga carrera como comentarista y analista. En 1981 ganó un Emmy por su trabajo como analista deportivo. En 2010 Button actuó como juez en el programa Skating with the Stars («Patinando con las estrellas»), y apareció de nuevo en los Juegos Olímpicos de 2010 comentando las competiciones de patinaje artístico para NBC. Button es conocido por sus críticas directas y a veces cáusticas de las actuaciones de los patinadores.

## Logros
- Primer axel doble.[6]
- Primer salto triple.[6]
- Primer patinador en la categoría de patinaje masculino en realizar una pirueta arabesca. Inventor de la pirueta arabesca saltada.
- Único patinador americano que ha ganado el Campeonato Europeo de patinaje artístico.[3]
- Primer campeón mundial de patinaje artístico americano.
- Primer campeón olímpico de patinaje artístico americano.
- Único patinador americano que ha ganado dos títulos olímpicos consecutivos.[6]
- Único patinador en la categoría masculina que ha ganado en la misma temporada em Campeonato Nacional de los Estados Unidos, el Campeonato de Norteamérica, el Campeonato Europeo, el Campeonato del Mundo, y el campeonato de patinaje artístico en los Juegos Olímpicos.[6]
- El hombre más joven (18 años) que ha ganado el título olímpico en patinaje artístico.[6]

## Resultados
| Competición                               | 1944   | 1945   | 1946 | 1947 | 1948 | 1949 | 1950 | 1951 | 1952 |
| ----------------------------------------- | ------ | ------ | ---- | ---- | ---- | ---- | ---- | ---- | ---- |
| Juegos Olímpicos de Invierno              |        |        |      |      | 1.º  |      |      |      | 1.º  |
| Campeonato Mundial                        |        |        |      | 2.º  | 1.º  | 1.º  | 1.º  | 1.º  | 1.º  |
| Campeonato Europeo                        |        |        |      |      | 1.º  |      |      |      |      |
| Campeonato de Norteamérica                |        |        |      | 1.º  |      | 1.º  |      | 1.º  |      |
| Campeonato Nacional de los Estados Unidos | 1.º N. | 1.º J. | 1.º  | 1.º  | 1.º  | 1.º  | 1.º  | 1.º  | 1.º  |

- N = Categoría Novato; J = Categoría Júnior